# Burn (chanson d'Usher)
Pour les articles homonymes, voir Burn.
Singles de Usher
Yeah!
(2004) Confessions Part. II
(2004)
Burn est le second single de l'album Confessions d'Usher.
Cette chanson parle de la rupture entre lui et Chilli, son ex-compagne du groupe TLC et des relations en général entre couple.
Ce single est écrit par Usher et est produit par Jermaine Dupri aux côtés de Bryan-Michael Cox.
Le clip de "Burn" a été réalisé par Jake Nava, filmé en février 2004, qui a produit une large gamme de clips pour Atomic Kitten, Beyoncé Knowles et d'autres. Le tournage a eu lieu dans l'ancienne maison hollywoodienne du chanteur populaire américain Frank Sinatra. Le clip met en vedette le mannequin Jessica Clark. Dans le numéro de juillet 2008 du magazine Vibe, Usher a déclaré à l'écrivaine Mitzi Miller : « Les femmes ont commencé à s'aimer parce qu'elles n'avaient pas assez d'hommes. » Le 26 juin 2008, la rédactrice d'AfterEllen.com, Sarah Warn, a révélé que Jessica Clark, le personnage principal du clip "Burn" d'Usher, était en fait un mannequin ouvertement gay. Dans l’article, Warn écrit : « Ce n’est peut-être pas le manque d’hommes qui fait des femmes des lesbiennes, Usher – c’est peut-être toi ! »

## Classements hebdomadaires
| Classements (2004)                      | Meilleure position |
| --------------------------------------- | ------------------ |
| Allemagne (GfK Entertainment)           | 11                 |
| Australie (ARIA)                        | 2                  |
| Autriche (Ö3 Austria Top 40)            | 21                 |
| Belgique (Flandre Ultratop 50 Singles)  | 18                 |
| Belgique (Wallonie Ultratop 50 Singles) | 28                 |
| Danemark (Tracklisten)                  | 10                 |
| États-Unis (Billboard Hot 100)          | 1                  |
| États-Unis (Hot R&B/Hip-Hop Songs)      | 1                  |
| France (SNEP)                           | 29                 |
| Italie (FIMI)                           | 22                 |
| Norvège (VG-lista)                      | 10                 |
| Nouvelle-Zélande (RMNZ)                 | 1                  |
| Pays-Bas (Single Top 100)               | 12                 |
| Royaume-Uni (UK Singles Chart)          | 1                  |
| Royaume-Uni (UK R&B Chart)              | 1                  |
| Suède (Sverigetopplistan)               | 18                 |
| Suisse (Schweizer Hitparade)            | 10                 |

## Certifications
| Pays              | Certification | Unités certifiées |
| ----------------- | ------------- | ----------------- |
| Australie (ARIA)  | 2 × Platine   | 140 000           |
| États-Unis (RIAA) | Platine       | 1 000 000         |
| Royaume-Uni (BPI) | Platine       | 600 000           |